# Quatuor Ébène
Quatuor Ébène (Ebenholtskvartetten) är en fransk stråkkvartett som grundades 1999 vid musikhögskolan i Boulogne-Billancourt.
Utöver den klassiska repertoaren spelar de också jazzmusik, populärmusik och sjunger. Deras oortodoxa stil uppskattas av både kritiker och publik.
Pierre Colombet spelar på en violin 
från Francesco Rugeri från  Cremona i Italien (ca 1680) med en stråke från Charles Tourte (Paris, 1800-talet), Gabriel Le Magadure spelar på en Guarneri-violin från mitten av 1700-talet med en stråke från Dominique Pecatte (ca 1845), Marie Chilemme spelar på en viola från  Marcellus Hollmayr från Füssen i Tyskland (1625) och Raphaël Merlin på en violoncell från Andrea Guarneri (1666/1680).
Kvartetten har turnerat i stora delar av världen och bland annat besökt Stockholms konserthus.
De har spelat in ett tiotal album och belönades med Frankfurter Musikpreis 2019.